# 영국 수로국
영국 수로국(United Kingdom Hydrographic Office, UKHO)은 전 세계 선원 및 해양 기관에 수로 및 해양 지리 공간 데이터를 제공하는 영국의 기관이다. UKHO는 영국 국방부의 무역 기금으로, 서머싯주 톤턴 (서머싯주)에 위치하며 약 900명의 직원이 근무한다.
UKHO는 영국 왕립 해군 및 기타 국방 고객에 대한 작전 지원을 담당한다. 국방 및 상업 해운 산업에 공급함으로써, 해상인명안전(SOLAS)을 보장하고, 해양 환경을 보호하며, 세계 무역의 효율성을 지원한다.
UKHO는 또한 해군 해도를 제작하여 국제 무역 선박에 SOLAS 준수 해도를 발행하고, 간행물 및 디지털 서비스를 제공한다.

## 역사

### 설립 및 초기 운영

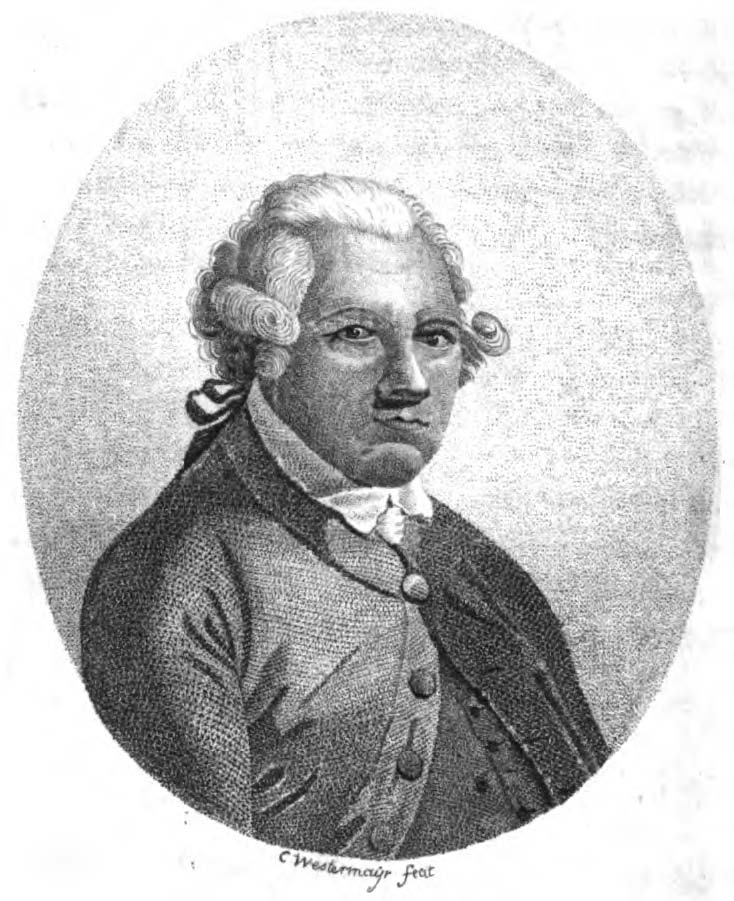
알렉산더 달림플, 콘라트 베스터마이어의 판화.

영국 해군 본부의 초대 해군 수로국장은 알렉산더 달림플이었으며, 그는 조지 3세의 명령으로 1795년에 임명되어 기존 해도를 수집하고 목록을 작성했다. 달림플이 해군 수로국장으로서 처음 발행한 해도는 (1800년에야 발행된 브르타뉴반도의 키브롱만) 1800년이 되어서야 나왔다. 그는 또한 항해 지침서와 선원 공지(NMs)를 발행했다.
달림플은 1808년 사망 후 토머스 허드 선장이 뒤를 이었고, 그의 지휘 아래 1821년에 일반 대중에게 해도를 판매할 수 있는 허가를 받았다.
1819년 허드 선장은 덴마크와 상호 관심 지역을 포함하는 해도를 교환하기 위한 양자 협정을 체결했다. 이는 영국과 다른 외국 수로국 간의 정보 상호 공급을 위한 가장 초기 공식 협정으로 여겨진다. 허드는 영국 왕립 해군 수로 측량사라는 전문성을 발전시켰다. 윌리엄 패리 해군 소장(탐험가)은 북서항로를 발견하기 위한 두 번째 탐험 이후 1823년 수로국장으로 임명되었다. 1825년에는 수로국에서 약 736개의 해도와 해안 전망이 판매되고 있었다.

### 탐험

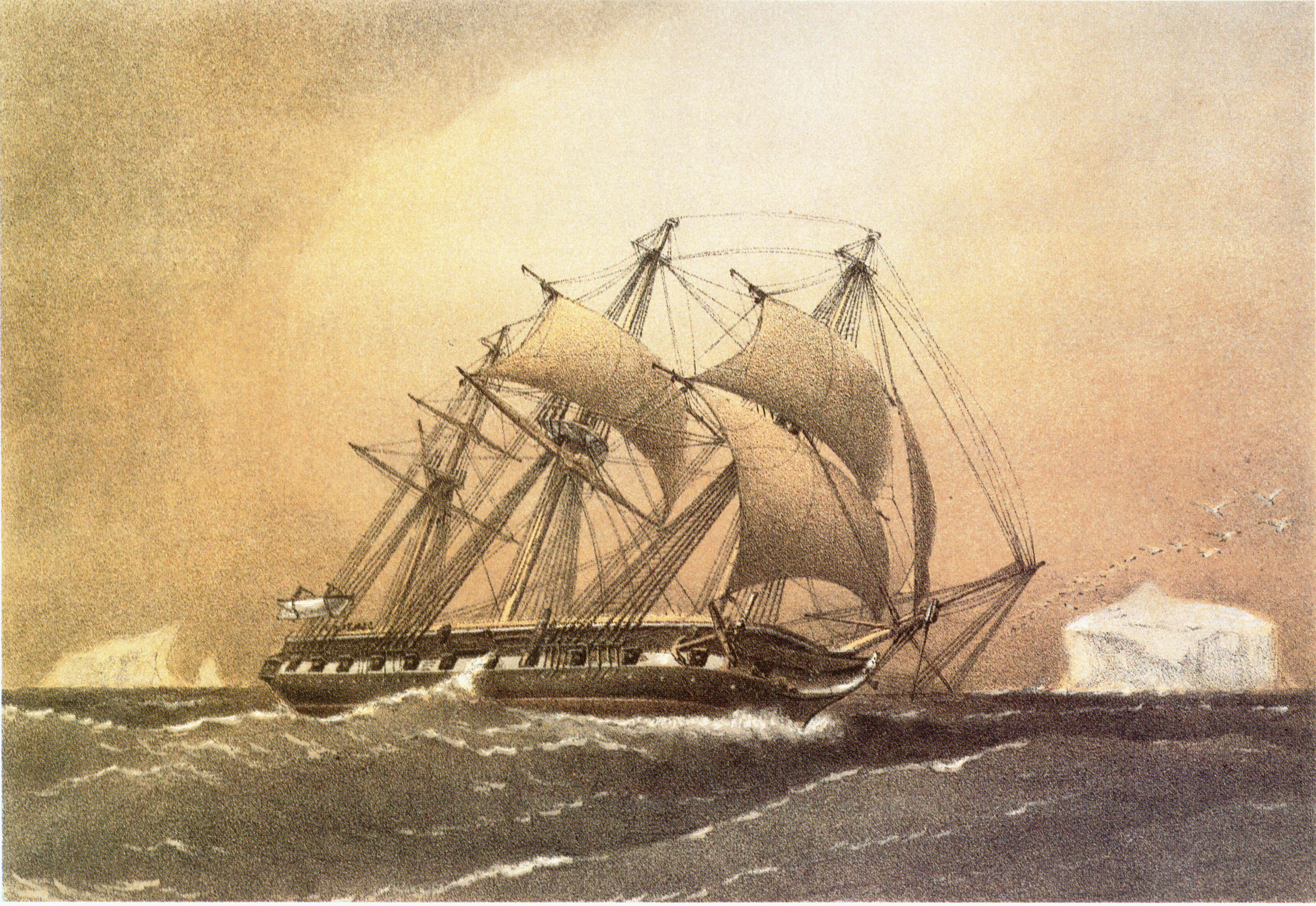
윌리엄 프레더릭 미첼의 HMS 챌린저

1828년 패리 선장과 왕립 학회는 프랑스와 스페인 수로국과 협력하여 HMS 챈티클리어를 사용하여 대서양 남부로의 과학 항해를 조직했다.
1829년 55세의 프랜시스 보퍼트 해군 소장이 수로국장이 되었다. 수로국장 재임 기간 동안 그는 그의 이름을 딴 풍력 계급을 개발했고, 1833년에는 공식 조석표가 도입되었으며, 다양한 측량 및 탐험을 시작했다. 이 중 일부는 HMS 비글에 의해 수행되었으며, 1826년에는 티에라델푸에고 제도와 파타고니아로의 탐험도 포함되었다. 1831년 보퍼트 선장은 피츠로이 선장에게 남아메리카 측량 항해를 위한 박식한 사람인 찰스 다윈을 찾았다고 알렸다. 남아메리카에서 광범위한 측량을 마친 후 그는 1836년 뉴질랜드와 오스트레일리아를 거쳐 팰머스 (콘월주)로 돌아왔다. 1855년 보퍼트가 은퇴할 무렵, 해도 목록에는 1,981개의 해도가 등재되어 있었고, 그 중 64,000부가 영국 왕립 해군에 발행되었다.
1870년대에 왕립 해군 측량국은 챌린저 탐사를 지원했는데, 이는 많은 발견을 이루고 해양학의 기초를 다진 과학 활동이었다. 이 항해는 모함인 HMS 챌린저의 이름을 따서 명명되었다. 지구를 68,890-해리 (127,580 km) 항해하는 동안, 492개의 심해 측심, 133개의 해저 준설, 151개의 개방 수역 트롤 및 263개의 연속 수온 관측이 수행되었다. 챌린저호 승무원들은 이전 소규모 탐험에서 개발된 관측 방법을 사용했다. 수심을 측정하기 위해 승무원들은 추를 매단 줄이 해저에 닿을 때까지 내렸다. 줄은 25패덤 간격으로 깊이를 나타내는 깃발로 표시되었다. 이 때문에 챌린저호의 수심 측정은 최대 25패덤(150피트) 또는 약 46미터까지 정확했다. 최초의 진정한 해양학 항해인 챌린저 탐사는 학문 및 연구 분야 전체를 확립했다.
19세기 후반, UKHO는 국제적으로 사용될 본초 자오선을 결정하기 위한 국제 자오선 회의와 수로 문제에 관한 영구적인 국제 위원회 설립을 위한 다른 회의를 포함하여 여러 국제 회의에 참여했다. 이 기간 동안 해군 본부의 해군 수로국장에는 존 워싱턴 해군 소장, 조지 헨리 리처즈 해군 소장, 프레더릭 J. O. 에번스 선장, 윌리엄 J. L. 워턴 해군 소장이 있었다.

### 20세기

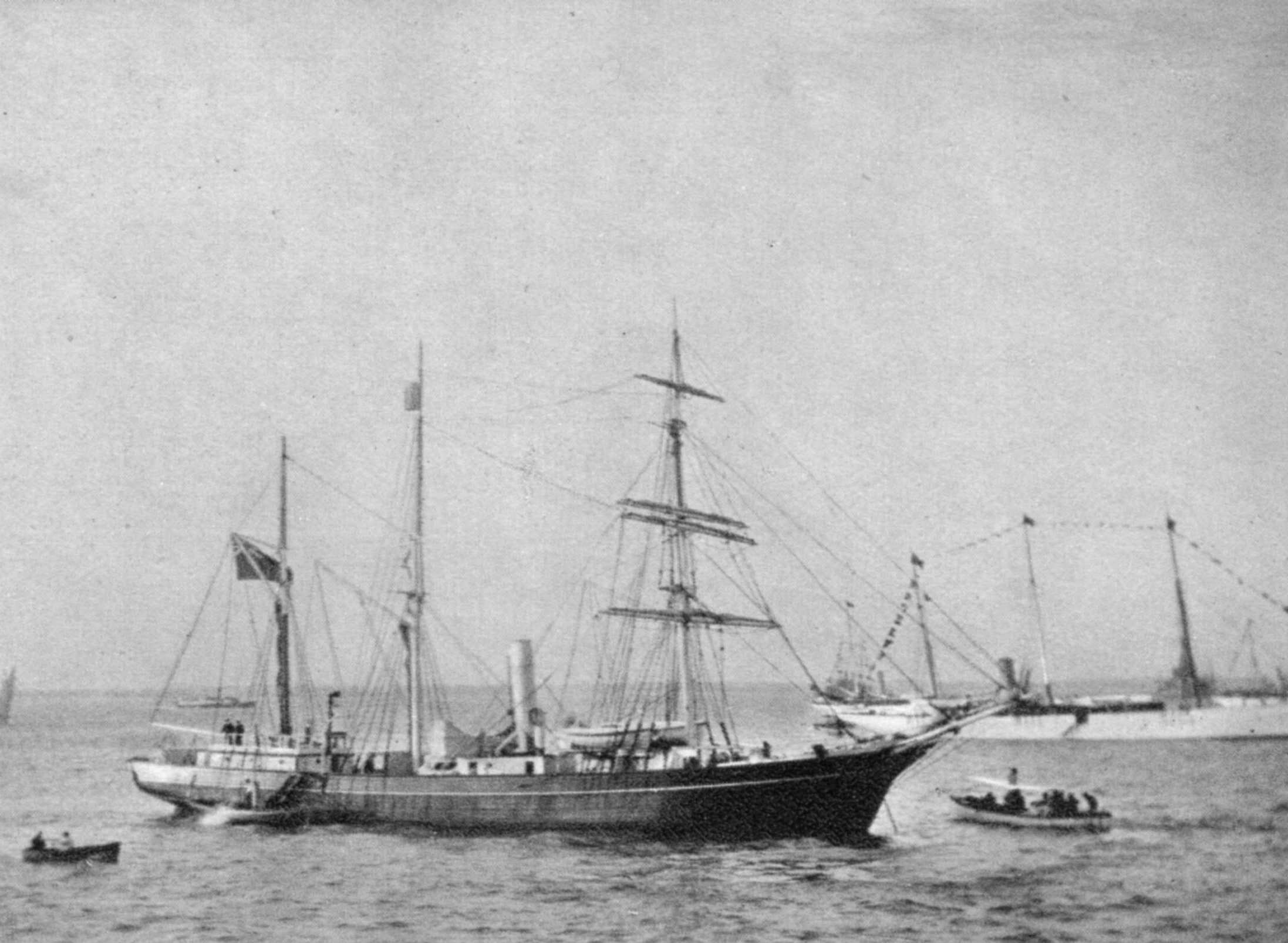
영국 남극 탐험대의 님로드호가 남극으로 출발하는 모습

아서 모스틴 필드 해군 소장이 해군 본부 수로국장으로 재직하는 동안, 수로국은 1907년 어니스트 섀클턴이 이끄는 영국 남극 탐험대의 님로드 원정에 계측기를 대여했다. 1912년 타이타닉 침몰 후 해상인명안전(SOLAS) 협약이 제정되었으며, 얼음 보고 및 예측도 도입되었다. 제1차 세계 대전 중, 존 F. 패리 해군 소장이 해군 수로국장이었을 때, 수로국은 영국 왕립 해군을 지원하기 위해 수많은 새로운 해도를 제작했다.
전쟁 후, 런던에서 제1차 국제 수로 회의가 개최되었다. 이는 1921년 국제 수로 기구의 설립으로 이어졌다. 1930년대에는 해양학 및 해군 기상 데이터의 체계적이고 정기적인 수집이 시작되었다. 제2차 세계 대전 중, 존 A. 에지웰 해군 중장이 이끄는 동안, 해도 인쇄는 1941년 6월 톤턴 (서머싯주)의 크리치버로우 하우스로 이전되었다. 이곳은 최초의 전용 해도 제작 공장으로, 수석 제도사 조우시 씨가 설계했다. 1968년에는 편집 인력이 크리클우드에서 톤턴으로 이전되어 수로국의 주요 요소들이 한곳에 모였다. 알렉산더 달림플의 이름을 딴 전용 사무실이 개설되었다. 1960년대 후반과 1970년대 초반에는 에드먼드 G. 어빙 해군 소장(1960–1966), 조지 스티븐 리치 해군 소장(1966–1971), 제프리 P. D. 홀 해군 소장(1971–1975) 및 데이비드 W. 해슬럼 해군 소장(1975–1985)의 지휘 아래 해도 단위 변환 및 컴퓨터화가 시작되었다.
수세기 동안 데이터는 주로 일반 영국 왕립 해군 함선을 사용하여 수집되었다. 1953년, 최초의 전용 측량선인 HMS 비달이 진수되었다. 20세기에 음향측심기 및 기타 전자 장비의 사용으로 수집된 데이터의 양과 질이 크게 증가했다. 데이터 수집에 사용되는 기술도 1977년 다중빔 측량 기술이 상업적으로 처음 사용되면서 향상되었다. HMS 불독은 1987년 콘월의 마운츠 만에서 최초의 사이드 스캔 소나 측량을 수행했다. 이 작업은 이후 "수로 비행대"를 구성하는 불독급 측량선에 의해 계속되었다.
1994년에 해군 수로국장은 UKHO의 최고경영자도 겸임하게 되었고, 나이젤 에센하이 해군 소장(1994–1996)과 존 P. 클라크 해군 소장(1996–2001)이 이 직책을 맡았다.

## 간행물

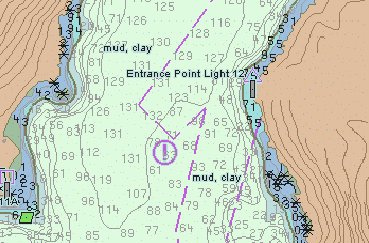
전자해도(NOAA)의 예시

UKHO는 수로 및 지리 공간 데이터를 제공함으로써 영국 왕립 해군의 주요 고객으로서 계속 봉사하고 있다. UKHO의 제품과 서비스는 상업 부문을 통해 상선 해상인과 레저 사용자에게 판매된다.
전통적인 종이 해도 및 간행물 외에도, 다양한 디지털 제품 및 서비스로 확대되었다. 1996년에 UKHO는 전자해도표시정보시스템을 위한 래스터 항해 해도 서비스인 ADMIRALTY 래스터 해도 서비스를 개발했다. 이어서 2008년에는 15,750개의 완전한 벡터화된 전자해도(ENC)를 제공하는 ADMIRALTY 벡터 해도 서비스가 출시되었다.
UKHO는 200개 이상의 항해 간행물을 발행하며, 이는 전자 항해 간행물 또는 디지털 간행물 모음으로 제공된다. 주목할 만한 간행물로는 항해 지침서(파일럿), 조석표, 무선 신호 목록, 등대 및 안개 신호 목록, 선원 핸드북 등이 있다. UKHO는 또한 해상력 연감국에서 해상력 연감 및 천문 연감 등을 포함한 천문 간행물을 제공한다.
현재 UKHO는 수심 측정, 해양학, 측지학 및 데이터 과학과 같은 분야에서 전문 지식을 보유하고 있다. 해양법의 기술적 측면에 대한 자문을 제공하며, 특히 해상 한계 및 경계를 전문으로 한다. 또한 해양 해도 제작의 핵심 기술을 개발하기 위해 국제적으로 다양한 해도 제작 및 ENC 교육 프로그램을 제공한다. 2015년부터 UKHO는 Cefas 및 NOC와 협력하여 군소 도서 개발국(SIDS)이 해양 경제를 지속 가능하게 발전시킬 수 있도록 지원하는 영연방 해양 경제(CME) 프로그램을 지원해왔다.

### 해군 등대 및 안개 신호 목록
UKHO는 전 세계를 다루는 12권의 해군 등대 및 안개 신호 목록을 발행한다. 이 정보는 디지털 형태로도 제공된다.

### 데이터 접근
UKHO는 해상 지도를 제작하는 정부 부서이다. 국방부 소속이며, 거래 기금으로 운영되어 제품 판매 및 데이터 라이선싱을 통해 자체 자금을 조달할 수 있다. UKHO는 많은 정보를 외국 정부로부터 얻으며, 이익금으로 로열티를 지불한다.
UKHO는 제품 사용 목적에 따라 6가지 다른 라이선스를 부여한다. 비항해적, 비상업적 또는 저가치 목적의 사용은 일반적으로 무료로 허용되지만(라이선스의 80% 이상), 상업적 제품에 사용하기 위한 라이선스에는 라이선스 비용이 부과된다. UKHO는 정보 공정 거래 제도(Information Fair Traders Scheme)를 준수하며 제3자 지적재산권이 포함되지 않는 공공 임무의 일환으로 수집된 데이터를 재사용할 수 있도록 제공한다.
2011년 4월 UKHO에 대한 정보 공정 거래 제도 보고서는 UKHO 데이터가 정부 소유 데이터를 더 자유롭게 사용할 수 있도록 하기 위한 공공 데이터 공사에 포함되지 않을 것이라고 명시하고 있지만, 비항해적 사용에 대한 처리와 일관되게 비상업적 또는 저가치 사용에 대해 "UKHO는 무료 항해 라이선스 도입을 고려해야 한다"고 권고한다.

## 최고경영자 목록
- 2001-2006: 윈 윌리엄스
- 2006–2011: 마이크 로빈슨
- 2011–2015: 이언 먼크리프 해군 소장
- 2015–2019: 존 험프리
- 2019–2020: 팀 로우 해군 소장[25]
- 2020–2024: 피터 스파크스 해군 소장 (2020–2021년 임시)[26]
- 2024– : 버네사 블레이크 (임시)

## 같이 보기
- 해군 해도
- 오스트레일리아 파일럿
- 지리 공간 위원회
- 수로국